# تنب آتشکده
تنب آتشکده مربوط به دوره ساسانیان است و در شهرستان لارستان، بخش بیرم، جاده شهر بیرم به اشکنان، غرب نیروگاه، روبروی اداره ثبت اسناد واقع شده و این اثر در تاریخ ۱۸ شهریور ۱۳۸۷ با شمارهٔ ثبت ۲۳۲۱۲ به‌عنوان یکی از آثار ملی ایران به ثبت رسیده‌است.